# 伊乔里亚语
伊乔里亚语（ižoran keel），或按本族语名称译为伊乔拉语，又称英格里亞語，是烏拉爾語系芬蘭語支的一種語言。伊乔里亚语为伊喬里亞人的语言。现今伊乔里亚语分类为一门独立的语言，但之前其在芬兰语支中的地位略有争议，有的语言学家认为其是芬兰语东南部方言群（即所谓的卡累利阿方言）中的一种，而有的学者则认为其是卡累利阿语的一种方言。1930年代曾短暂地出现过该语言的书面语。现今伊乔里亚语母语者只有上百多人，在俄罗斯大概有120人，爱沙尼亚大概有19个人，所以伊乔里亚语正趋于灭亡。
伊乔里亚语（英格里亚语）不应该跟芬兰语的东南方言群混淆起来，在17世纪信仰路德宗的芬兰人移民至英格里亚后芬兰语方言便成为了当地的主要语言（这些移民的后代即为英格里芬兰人，也经常被称为英格里人）。这些路德宗芬兰人移民潮是由瑞典当局提倡的（瑞典在1617年从俄国获取了这片土地），而本地人则信仰并保留东正教。

## 方言
伊乔里亚语可分为四个主要方言：

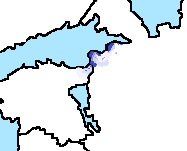
伊乔里亚语的分布图

- 索伊科拉（Soikkola）方言：通行于索伊金半岛
- 赫瓦方言：曾通行于赫瓦河流域，现已消亡
- 下劳卡（Ala-Laukaa）方言：主要通行于卢加河下游地区
- 上劳卡（Ylä-Laukaa）方言：曾通行于奥列杰日河（卢加河的右支流）河畔的两个村庄里，现已消亡

## 字母表
| A a | B b | C c | D d | E e | F f | G g | H h |
| I i | J j | K k | L l | M m | N n | O o | P p |
| R r | S s | Š š | T t | U u | V v | Y y | Z z |
| Ž ž | Ä ä | Ö ö |     |     |     |     |     |